# 集盛
集盛實業股份有限公司，英文全名 ZIG SHENG INDUSTRIAL CO., LTD.，創立於1969年，是台灣主要大型專業假撚廠。加工絲產品朝少量多樣化，生產尼龍絲及尼龍粒，成為全球主要尼龍粒大廠。